# Bornetia secundiflora
Espèce
Synonymes
- Griffithsia secundiflora J.Agardh, 1841[2]

Bornetia secundiflora est une espèce d’algues rouges de la famille des Wrangeliaceae.